# Orehek (gmina Cerkno)
Orehek – wieś w Słowenii, w gminie Cerkno. W 2018 roku liczyła 67 mieszkańców.